# Grön pansarmal
Grön pansarmal (Corydoras splendens) är en fiskart som beskrevs 1885 av Castelnau. Arten ingår i släktet Corydoras, och familjen pansarmalar. Inga underarter finns listade. Vuxna exemplar blir maximalt 6,1 cm långa. Före 2013 var arten en medlem i släktet Brochis, men infördes sedan i Corydoras efter att Brochis reviderats.

## Utbredningsområde
Grön pansarmal förekommer i Amazonflodens avrinningsområde i Brasilien, Colombia, Ecuador och Peru.